# Логкваська сільська рада
Ло́гкваська сільська рада (ест. Lohkva külanõukogu, рос. Лохкваский сельский совет) — сільська рада в Естонській РСР, адміністративно-територіальна одиниця в складі повіту Тартумаа (1945—1950) та Тартуського району (1950—1954).

## Населені пункти
Сільській раді підпорядковувалися села: Тайдла-Йоора (Taidla-Joora), Рииму (Rõõmu), Логква (Lohkva), Пиввату (Põvvatu), Ігасте (Ihaste), Кабіна (Kabina).

## Історія
13 вересня 1945 року на території волості Тарту в Тартуському повіті утворена Логкваська сільська рада з центром у селі Рииму. Головою сільської ради обраний Леонгард Аудова (Leonhard Audova), секретарем — Пауль Ніґол (Paul Nigol).
26 вересня 1950 року, після скасування в Естонській РСР повітового та волосного поділу, сільська рада ввійшла до складу новоутвореного Тартуського сільського району.
17 червня 1954 року в процесі укрупнення сільських рад Естонської РСР Логкваська сільська рада ліквідована. Її територія склала західну частину новоутвореної Лууньяської сільської ради.